# Julie-Anne Staehli
Julie-Anne Staehli (Goderich, 21 de diciembre de 1993) es un deportista canadiense que compite en atletismo, especialista en las carreras de fondo. En los Juegos Panamericanos de 2023 obtuvo una medalla de bronce en la prueba de 5000 m.

## Palmarés internacional
| Juegos Panamericanos | Juegos Panamericanos | Juegos Panamericanos | Juegos Panamericanos |
| Año                  | Lugar                | Medalla              | Prueba               |
| -------------------- | -------------------- | -------------------- | -------------------- |
| 2023                 | Santiago (Chile)     | Medalla de bronce    | 5000 m               |